# Brevipalpus sahii
Brevipalpus sahii är en spindeldjursart som beskrevs av Hasan, Wakil och Bashir 2004. Brevipalpus sahii ingår i släktet Brevipalpus och familjen Tenuipalpidae. Inga underarter finns listade.